# Conicochernes incrassatus
Espèce
Synonymes
- Haplochernes incrassatus Beier, 1933

Conicochernes incrassatus est une espèce de pseudoscorpions de la famille des Chernetidae.

## Distribution
Cette espèce est endémique du Victoria en Australie. Elle se rencontre vers Upper Ferntree Gully.

## Publication originale
- Beier, 1933 : Two new species of Cheliferinea (Pseudoscorpionidae). Annals and Magazine of Natural History, sér. 10, vol. 11, p. 644-647.